# Långtjärnen (Gåsborns socken, Värmland, 664939-141600)
Långtjärnen är en sjö i Filipstads kommun i Värmland och ingår i Göta älvs huvudavrinningsområde. Långtjärnen ligger i Munkmossarna Natura 2000-område.